# Primula praetermissa
Primula praetermissa är en viveväxtart som beskrevs av William Wright Smith. Primula praetermissa ingår i släktet vivor, och familjen viveväxter. Inga underarter finns listade i Catalogue of Life.